# Andry Livytsky
 (octobre 2019).
Si vous disposez d'ouvrages ou d'articles de référence ou si vous connaissez des sites web de qualité traitant du thème abordé ici, merci de compléter l'article en donnant les références utiles à sa vérifiabilité et en les liant à la section « Notes et références ».
Andry Livytsky (en ukrainien : Андрій Лівицький – né le 9 avril 1879 à Lypliava, dans l'actuel oblast de Tcherkassy, et mort le 17 janvier 1954 à Karlsruhe, en Allemagne) est un juriste et un homme politique ukrainien. Il fut chef de gouvernement en exil de la République populaire ukrainienne et en assura la présidence.

## Jeunesse et engagement politique

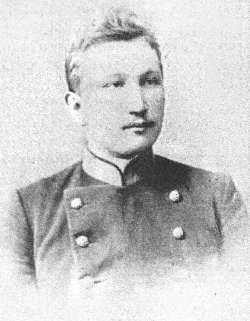
Andry Livytsky en 1900.

Après avoir obtenu son diplôme au Galagan College à Kiev et à la faculté de droit de l'Université de Kiev, il travailla comme avocat et juge civique. Il présida le mouvement étudiant Hromada à Kiev. En 1901 il rejoint le Parti révolutionnaire ukrainien et devint son président à Loubny. Il fut arrêté en 1905 pour ses activités politiques et jugé comme le principal instigateur de la soi-disant République Loubny. Il s'agissait d'une accusation de complot visant à renverser le gouvernement tsariste découlant de l'activité du Comité révolutionnaire de la Coalition qui fut formé à Loubny au moment du déclenchement de la Révolution de 1905 par le Parti ouvrier social-démocrate ukrainien et d'autres partis socialistes, tels que le Bund et Poalei Sion. Ayant été frustré dans ses plans par l'échec de la révolution, le comité créa une force de combat d'autodéfense pour contrecarrer les pogroms Juifs et faire cesser les arrestations des révolutionnaires. Une cour d'appel annula les peines sévères du tribunal militaire et acquitta tous les prévenus. Ils furent défendus par Mykola Mikhnovsky et Arnold Margolin. De 1905 à 1920, Livytsky fut un membre éminent du Parti ouvrier social-démocrate ukrainien.

## Ses fonctions au sein de la République populaire ukrainienne

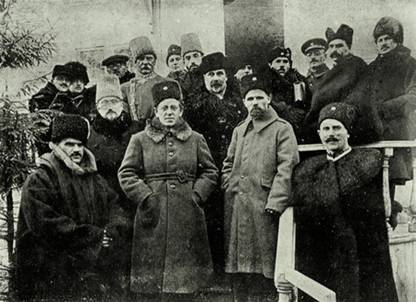
Gouvernement et commandement de l'armée de la RPU Yaltushkov, le 7 novembre 1920. De gauche à droite, 1er rang : Ivan Omelianovytch-Pavlenko, Symon Petlioura, Mikhaïlo Omelianovitch-Pavlenko, Gavrilo Bazilskyi, 2e : Andry Livytsky et Oleksandr Salikovskyi ; 3e : Yevhen Arkhipenko, ?, Oleksandr Oudovitchenko, Oleksii Galkin, Oleksandr Zagrodskyi, Pinkhas Krasnyi, Marko Bezroutchko, Andrii Doloud, Petro Lipko, Andriï Houly-Houlenko, Serhiï Timochenko.

En 1917 et 1918, il fut une personnalité importante de la Rada centrale et du Comité central de l'Association paysanne. Il fut commissaire de la République nationale ukrainienne de divers comtés et appartint à l'Union Nationale Ukrainienne qui prépara le soulèvement contre l'hetmanat. Par la suite il fut un membre important du Directoire d'Ukraine. En avril 1919, il fut nommé ministre de la Justice et premier ministre adjoint du gouvernement de l'UNR. En août il fut nommé directeur du ministère des Affaires étrangères. En octobre 1919, en tant que chef de la mission diplomatique en Pologne, il eut la tâche difficile de forger une alliance contre la Russie soviétique. Ses négociations aboutirent au traité de Varsovie signé par Pilsudski et Simon Petlioura.

## En exil
Un an plus tard, Livytsky devint chef du gouvernement de l'UNR et partit avec ce dernier en exil à Tarnów, en Pologne. À la fin de 1921, après l'issue tragique de la deuxième campagne d'hiver, il convainc ses collègues de mettre en place le gouvernement en exil de la République populaire ukrainienne. Pendant son séjour à Varsovie, il collabora avec Simon Petlioura, le leader du Directoire de la République nationale ukrainienne, dans la gestion du gouvernement en matière de diplomatie et des affaires militaires. Après la mort de ce dernier en 1926, Livytsky lui succéda en tant que vice-président du Directoire et otaman suprême de l'Armée de la République nationale ukrainienne. Il dirigea désormais le gouvernement en exil.
Au cours de la Seconde Guerre mondiale, il fut confiné à Varsovie par les Allemands. Sur ses instructions expresses, Viacheslav Prokopovych à Paris, assuma la présidence temporaire de 1939 à 1940 et déclara soutenir la France, la Grande-Bretagne et la Pologne contre l'Allemagne. Peu actif au cours de cette période troublée, le gouvernement en exil soutint toutefois Taras Borovets et plus tard, en 1945, le Comité national ukrainien.
En 1945, Livytsky réactiva le gouvernement en exil et invita les représentants de la nouvelle émigration à y adhérer. En 1946, il chargea Isaac Mazepa d'unir tous les partis politiques et cette union aboutie à l'organisation du Conseil national ukrainien en 1947. À la première session du Conseil, Livytsky fut élu président du gouvernement en exil de la République nationale ukrainienne pour la vie. Il décède le 17 janvier 1954. En 1965, ses restes furent transférés au cimetière ukrainien de South Bound Brook dans le New Jersey. C'est Stepan Vytvytsky qui lui succéda à la tête de l'UNR en exil.